# منزل تن بوس
منزل تن بوس (بالهولندية: Huis ten Bosch، بالعربية: "منزل في الغابات") هو قصر ملكي يقع في لاهاي بهولندا. وهو واحد من أصل ثلاثة أماكن إقامة رسمية للعائلة الملكية الهولندية، والآخران هما قصر نورتاينده في لاهاي والقصر الملكي في أمستردام.
كان منزل تن بوس داراً للملكة السابقة بياتريكس من عام 1981 حتى عام 2014

## تاريخ
القرن 17 والقرن 18
بدأ بناء منزل تن بوس بتاريخ 2 سبتمبر عام 1645، تحت إشراف بارتولوميّس درايفهاوت، وكان تصميم القصر من عمل كل من بيتر بوست وياكوب فان كامبن. وأمر بتشييده أماليا فون زولمس وهي زوجة الستاتهاودر فريدريك هندريك. فبُني القصر على قطعة أرض وهبها إياها برلمان هولندا. ووضعت إليزابيث ستيوارت ملكة بوهيميا حجر الأساس الأول للقصر.

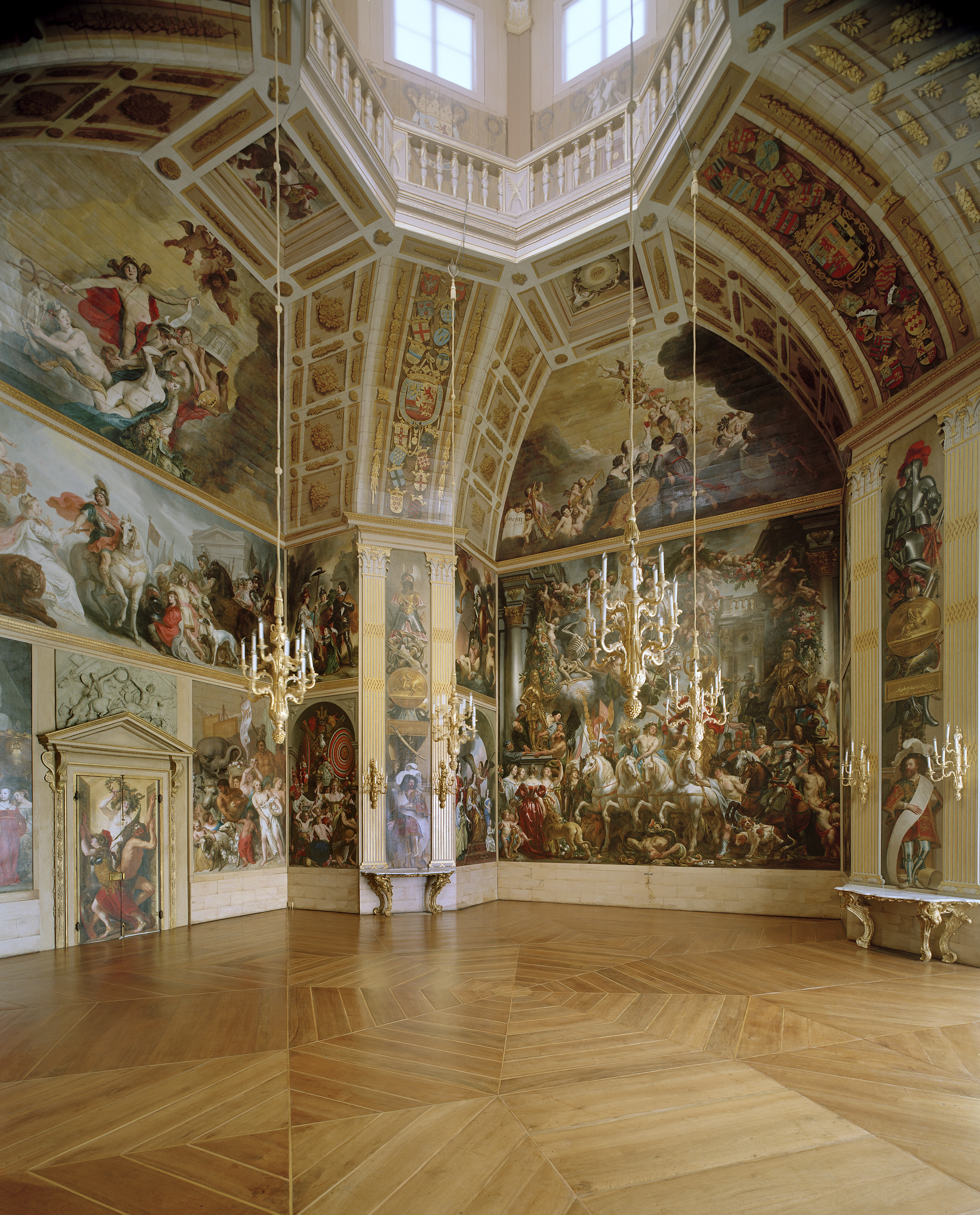
القاعة البرتقالية (بالهولندية: Oranjezaal) في منزل تن بوس

كرّست أماليا القصر في ذكرى زوجها بعد وفاته عام 1647.

## وصلات خارجية
- منزل تن بوس على الموقع الرسمي للعائلة الملكية الهولندية (بالإنجليزية)